# Tren Francés

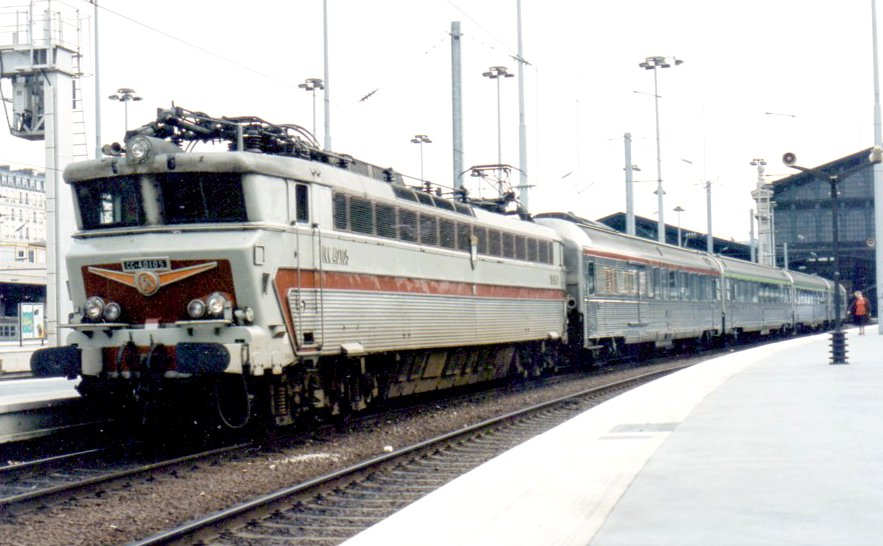
Los vagones usados para el Tren Francés. Esta imagen es de un tren de la línea Estrella del Norte en la estación de París-Norte en 1995.

El Tren Francés era el nombre de la marca insignia de Ferrocarriles de Cuba del servicio ferroviario de pasajeros de larga distancia entre La Habana y Santiago de Cuba.
La línea se inauguró en el 2001. Con los años los vagones se fueron deterioraron significativamente hasta que en el 2019 el Tren Francés dejó de operar. El servicio fue reemplazado por otro servicio que usaba trenes y vagones construidos en la China.

## Características

### Trenes
El Tren Francés (también denominado El Francés o el Especial), fue llamado en honor a su país de origen, Francia, ya que los 12 vagones que operaban la línea fueron donados por la SNCF a Ferrocarriles de Cuba en el 2001.
Los trenes utilizados eran los de Trans Europ Express usados originalmente en Europa en la línea Estrella del Norte (Étoile du Nord) entre París y Ámsterdam, y en la línea Le Mistral entre París y Niza. En ambas líneas los trenes fuertonreemplazados por TGV y Thalys en 1982 en el case de la línea Le Mistral y en 1996 en la línea Estrella del Norte. El Tren Francés estuvo formado por 12 vagones y una locomotora construida en la China.

### Servicio
Era el servicio de distancia larga más rápido de Cuba. Tenía los vagones más modernos del país y éstos eran divididos en dos clases: primera especial (1a) y primera (identificada como 2a). El tren tenía ni vagones de dormir ni vagones para transportar automóviles.

## Ruta
A lo largo de la línea La Habana-Santiago de Cuba, el Tren Francés hacía paradas sólo en las ciudades principales de Santa Clara y Camagüey. 
El tren travesaba otras ciudades importantes a lo largo de su trayecto como Matanzas, Colón, Ciego de Ávila, Florida, y Las Atunes. Algunas estaciones de cruce a capitales provinciales cercanas eran servidas como Cabaiguán (para ir a Sancti Spíritus) y Cacocum (para ir a Holguín).
De La Habana a Santiago
| Estación                      | Tiempo de viaje | Kilómetros | Ciudad           |
| ----------------------------- | --------------- | ---------- | ---------------- |
| Estación Central de La Habana | 18:27           | 0 km       | La Habana        |
| Estación de Santa Clara       | 00:06           | 286 km     | Santa Clara      |
| Estación de Camagüey          | 03:39           | 538 km     | Camagüey         |
| Estación de Santiago de Cuba  | 09:12           | 854 km     | Santiago de Cuba |

De Santiago a La Habana
| Estación                      | Tiempo de viaje | Kilómetros | Ciudad           |
| ----------------------------- | --------------- | ---------- | ---------------- |
| Estación de Santiago de Cuba  | 20:17           | 0 km       | Santiago de Cuba |
| Estación de Camagüey          | 02:07           | 316 km     | Camagüey         |
| Estación de Santa Clara       | 06:38           | 558 km     | Santa Clara      |
| Estación Central de La Habana | 10:57           | 854 km     | La Habana        |